# Pierre-Louis Mathieu
Pierre-Louis Mathieu est un historien de l'art français, docteur ès lettres et docteur en droit né le 5 septembre 1939 à Montigny-lès-Cherlieu, et mort le 22 mai 2025 à Lyon,. Il est ancien directeur de la banque BNP. Passionné par le symbolisme et par Gustave Moreau, il devient chargé de mission au musée Gustave Moreau en 1991, après une thèse de doctorat en 1976 et de nombreuses recherches au sujet de cet artiste.

## Publications
- Pierre-Louis Mathieu, Gustave Moreau : vie, œuvre et postérité, catalogue raisonné de l'œuvre achevé / thèse présentée par Pierre-Louis Mathieu (thèse de doctorat), 1976 (SUDOC 046678158)
- Pierre-Louis Mathieu, Gustave Moreau : sa vie, son œuvre : catalogue raisonné de l'œuvre achevé, Fribourg, Office du livre, 1976, 391 p. (BNF 34623281), prix Paul-Marmottan 1977
- Pierre-Louis Mathieu, « Gustave Moreau (1826-1898) », dans Nicole Bessec, 24e Salon de Montrouge, 1979 (lire en ligne)
- Pierre-Louis Mathieu, Gustave Moreau, Paris, Flammarion, 1994, 308 p. (ISBN 2-08-011743-2)
- Pierre-Louis Mathieu et Geneviève Lacambre, Le Musée Gustave Moreau, Paris, Réunion des musées nationaux, 1997
- Pierre-Louis Mathieu, Gustave Moreau : L'assembleur de rêves, Courbevoie, ACR Édition, 1998, 192 p. (ISBN 2-86770-115-5)